# Aleanca për Ardhmërinë e Kosovës
Die Aleanca për Ardhmërinë e Kosovës (albanisch für „Allianz für die Zukunft des Kosovo“; Akronym: AAK) ist eine konservative politische Partei im Kosovo. Parteivorsitzender ist seit ihrer Gründung am 29. April 2001 Ramush Haradinaj.
Bei den vergangenen Parlamentswahlen im Kosovo gewann die Partei meist rund zehn Prozent der Wählerstimmen und somit stets Sitze im Parlament.